# Руднев, Юрий Петрович
Юрий Петрович Руднев (10 апреля 1937) — советский и российский учёный-физик и педагог, специалист в области ядерной энергетики и АСУ. Доктор технических наук (1990), профессор (1994), академик МАРЭ. Директор ЦИПК МСМ СССР/Росатома (1978—2002). Заслуженный деятель науки Российской Федерации (2008).

## Биография
С 1960 года после окончания МИФИ, Ю. П. Руднев работал научным сотрудником на научно-испытательном полигоне авиационных систем (НИПАС) НИИ-2 МО СССР, где занимался разработкой и внедрением аппаратуры для автоматизации обработки данных, получаемых при наземных полигонных испытаниях изделий на аэробаллистической трассе. Одновременно обучался в аспирантуре МИФИ, где им в 1965 году была защищена диссертация на соискание учёной степени кандидат технических наук.
С 1965 по 1972 год работал в МИФИ — старший инженер научно-исследовательского сектора,
ассистент, старший преподаватель, доцент и заместитель заведующего кафедры АСУ, одновременно участвовал в разработке боевых информационных систем для атомного подводного флота.
С 1973 года был назначен заместителем директора по учебной и научной работе, с 1978 года — директором ЦИПК МСМ СССР. 31 мая 1991 года решением ВАК СССР  Ю. П. Рудневу была присуждена учёная степень доктор технических наук, тема диссертации: «Разработка основ теории и технологии АСУ учебной деятельности отраслевого института повышения квалификации». 19 января 1994 года Решением Государственного комитета РФ по Высшему образованию Ю. П. Рудневу было присвоено учёное звание профессор по кафедре управление экономики предприятий топливного цикла.
С 2002 года — профессор ЦИПК Росатома и академик МАРЭ. 22 марта 2008 года Указом Президента Российской Федерации № 374 Ю. П. Рудневу «За заслуги в научной деятельности» было присвоено почётное звание — Заслуженный деятель науки Российской Федерации

## Награды, звания
- Заслуженный деятель науки Российской Федерации (2008)[4]